# Балдерис, Хелмут Гунарович

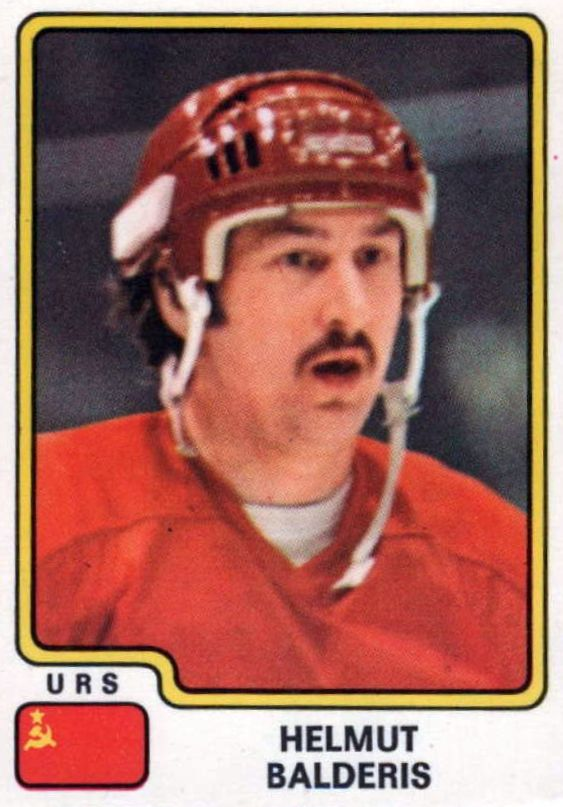
В форме сборной СССР, 1979 год

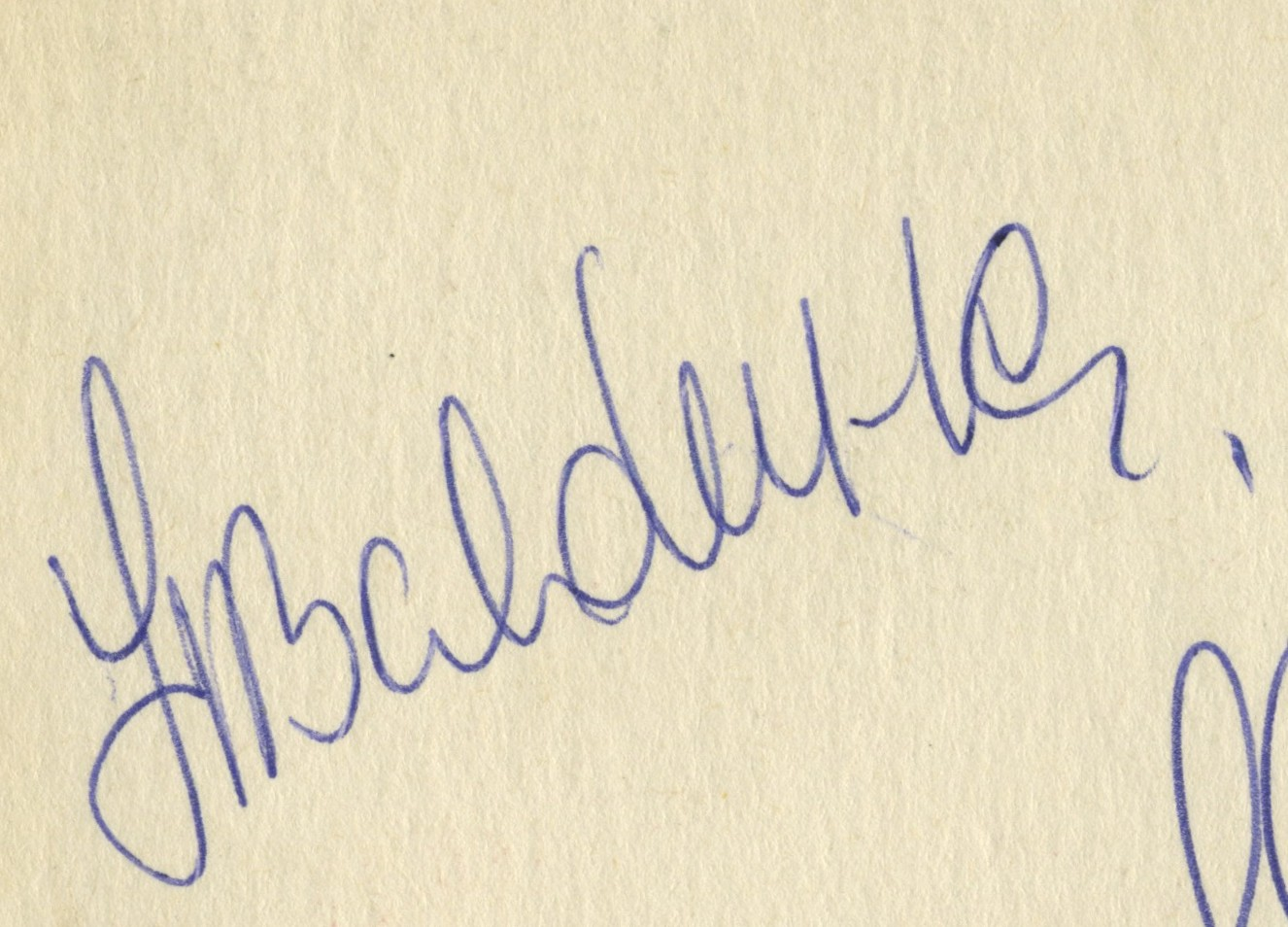
Автограф

Хе́лмут Гу́нарович Ба́лдерис (латыш. Helmuts Balderis-Sildedzis; род. 31 июля 1952, Рига) — советский и латвийский хоккеист, правый нападающий. Трижды чемпион мира — наиболее титулованный игрок латвийского хоккея за всю его историю.
Лучший хоккеист СССР 1977 года. Заслуженный мастер спорта СССР (1978).

## Биография
В хоккей начал играть в Риге. Из-за близорукости играл в контактных линзах.
В сезоне 1968/69 играл в классе «Б» за «Вагоностроитель» (РВЗ) Рига. В 1969—1977, 1980—1985 играл в «Динамо» Рига, в 1977—1980 в ЦСКА, в 1985—1987 в Японии (играющий тренер). В чемпионатах СССР 462 игры, 333 гола.
В ЦСКА играл в одном звене с Виктором Жлуктовым и Сергеем Капустиным.
Трижды становился самым результативным игроком чемпионатов СССР (1976, 1977, 1985).
Хелмут Балдерис стал единственным советским хоккеистом, забросившим в ворота Владислава Третьяка 4 шайбы в одном матче.
В составе сборной СССР стал трёхкратным чемпионом мира и Европы, завоевал серебряные медали Олимпийских игр 1980 года. Лучший нападающий чемпионата мира 1977 года. Всего на чемпионатах мира и Европы, а также Олимпийских играх в составе сборной СССР сыграл 54 матча и забил 33 гола.
Закончил играть за «Динамо» Рига в 1985 году. В том же году уехал работать тренером-консультантом в японский «Одзи Сейси». Вместе с командой трижды был чемпионом (1986, 1987, 1989).
В 1989 году вернулся в Ригу, работал с рижским «Динамо». Чуть позже вызван в тренировочный лагерь клуба НХЛ «Миннесота Норт Старз». Сам Балдерис считает, что интерес клуба НХЛ к 37-летнему хоккеисту был вызван тем, что генеральным менеджером клуба в то время работал Лу Нэйн. Этот игрок часто выступал в международных встречах против советских команд, в которых ему и запомнилась игровая техника Балдериса.
Контракт у Балдериса был заключён по системе 1+1, а зарплата зависела от игры команды и от попадания игрока в состав. За клуб он провёл 26 игр, которые пришлись на 1989 год. В 1990 году по разным причинам (травмы, слабая игра команды) Балдерис на лёд уже не выходил. Летом 1990 генеральным менеджером стал Бобби Кларк, который в разговоре с Балдерисом сказал, что команде последний как игрок не нужен. С другой стороны, его не отправили и в фарм-клуб. В итоге, Балдерис стал заниматься с детьми, проведя в таком состоянии год.
В 1991 году вернулся в Ригу, в начале сезона 1991/92 играл за клуб 2-й лиги СССР «Энерго» (RASMS Riga), который по сути был фарм-клубом рижского «Динамо». Выступал только в домашних матчах, забил 14 шайб.
В 1992 году стал генеральным менеджером «Пардаугавы». При этом продолжал играть в Латвии за местные команды вплоть до конца сезона 1995/96.
В 1992 году вместе с другими представителями латвийской элиты вошел в число членов политически-делового «Клуба-21».
Играл за сборную Латвии в отборочном турнире к ЧМ-93. Позже был тренером сборной Латвии (вместе с Михаилом Бескашновым) на ЧМ-93 (Группа «С»), ЧМ-94 (Группа «В»).
С 1993 года и по 2000-е годы работал директором рижского Дворца спорта. Вице-президент Федерации хоккея Латвии с 1996 года.
В ноябре 1994 года основал «Хоккейную школу Хелмута Балдериса», закрывшуюся в 2011 году.
В июле 2009 году был избран председателем совета АО Olainfarm (фармацевтическая компания в Латвии).
В 1998 году включен в Зал славы ИИХФ.
Награждён орденом Дружбы Народов (7 июля 1978) и Почётной грамотой Кабинета Министров Латвии (1 августа 2012).